# Seerbeenti
Seerbeenti (auch: Chisimaio Island, Isola Chisimaio, Isola dei Serpenti, Kisimayu Island, Serpenti Island) ist eine künstlich mit dem Festland verbundene Insel in Somalia. Sie gehört politisch zu Jubaland und geographisch zu den Bajuni-Inseln, einer Kette von Koralleninseln (Barriereinseln), welche sich von Kismaayo über 100 Kilometer bis zum Raas Kaambooni nahe der kenianischen Grenze erstreckt.

## Geographie
Die Insel ist durch einen Damm mit Cape Bissell von Kismaayo verbunden und an der südlich gelegenen Punta Tartaruga,  mit dem Observation Spot Kisimayu Island, als Kismayu Seaport ausgebaut. Sie ist die Nördlichste der Bajuni-Inseln. Im Süden schließt sich Fafaatu und in einiger Entfernung Bishikaani an. In der Bucht von Kismaayo liegen zahlreiche weitere winzige Inseln und mehrere Riffe und Felsen, unter anderem Blaankeed Noo, Meedso und Fered.
Die Insel ist bewohnt und bebaut.

## Klima
Als Klima herrscht heißes Steppenklima mit Monsuneinfluss.